# The Future Past Tour
The Future Past Tour var det engelska heavy metal-bandet Iron Maidens turné under åren 2023 och 2024. 
Istället för en renodlad albumturné för det senaste albumet Senjutsu blandades temat med ett retrospektivt fokus på albumet Somewhere in Time från 1986. Öppningslåten Caught Somewhere In Time hade inte spelats live sedan 1987, och Stranger in a Strange Land hade inte spelats sedan 1999. Alexander the Great hade överhuvudtaget aldrig framförts live förrän denna turné.
Turnén hade premiär i Ljubljana i Slovenien, söndagen den 28 maj 2023, och avslutades i Sao Paulo i Brasilien den 7 december 2024. Turnéns Sverigekonsert var på Sweden Rock Festival den 9 juni 2023. 

## Låtlista
Intro: Blade Runner End Titles (Vangelis, 1982)
1. Caught Somewhere In Time (Somewhere In Time, 1986)
2. Stranger in a Strange Land (Somewhere In Time, 1986)
3. The Writing on the Wall (Senjutsu, 2021)
4. Days of Future Past (Senjutsu, 2021)
5. The Time Machine (Senjutsu, 2021)
6. The Prisoner (The Number of the Beast, 1982)
7. Death of the Celts (Senjutsu, 2021)
8. Can I Play With Madness (Seventh Son of a Seventh Son, 1988)
9. Heaven Can Wait (Somewhere In Time, 1986)
10. Alexander the Great (Somewhere In Time, 1986)
11. Fear Of The Dark (Fear of the Dark, 1992)
12. Iron Maiden (Iron Maiden, 1980)
13. Hell on Earth (Senjutsu, 2021)
14. The Trooper (Piece of Mind, 1983)
15. Wasted Years (Somewhere In Time, 1986)